# HD Mac
HD-MAC ou HD MAC est une norme de transmission analogique de télévision à Haute définition adoptée sur décision de la Commission européenne en 1986.
Il fait partie de la famille des normes MAC (Multiplex of Analog Components). Le projet Eureka 95 constitue une première tentative de la CEE en vue de déployer la télévision à Haute définition (TVHD) en Europe. Mélange complexe de signaux vidéo analogiques, multiplexés avec un signal numérique véhiculant le son et des données d'assistance au décodage (DATV). Il exploite 25 images par seconde au format 16/9, chacune procurant 1 250 lignes, dont 1 152 réellement visibles à l'écran. Le balayage est entrelacé, générant une fréquence de trame de 50 Hz, comme pour le format 625 lignes analogique conventionnel. Le signal est généré au moyen d'un encodeur D2-MAC amélioré.

## Convention de notation
La notation de l'UER définit la norme :
- largeur x hauteur [type de balayage : i ou p] / nombre de trame ou d'images complètes par seconde

Le format 1280x720p/50 diffuse à chaque seconde 50 images de 1280 pixels de large sur 720 de haut, en balayage progressif. Les lignes sont transmises dans l'ordre chronologique : 1, 2, 3, 4...
Le format des émissions européennes en définition standard est 720x576i/25, soit 25 images par seconde de 720 pixels de large sur 576 de hauteur, en balayage entrelacé : les lignes impaires 1, 3, 5... sont regroupées dans la trame impaire transmise en premier, puis celle-ci est suivie de la trame paire avec les lignes 2, 4, 6... Il y a donc deux trames pour chaque image, soit une fréquence de trame de 25 x 2 = 50 Hz.
Un récepteur HD-MAC produit un signal au format 1152i/25 (lignes visibles) soit le double de la résolution de la définition standard et contenant théoriquement quatre fois plus d'informations. Les traitements numériques de l'encodeur  exploitent une image en 1440x1152i/25.
HD-MAC peut être décodé mais en SDTV par des récepteurs D2-MAC. Dans ce mode, la résolution affichable se réduit à la définition standard de 576 lignes (pouvant accuser certains artefacts). Pour extraire la pleine résolution du signal, un décodeur HD-MAC spécifique est requis.

## Tribulations de la norme
En mai 1986, les travaux sur la norme HD-MAC sont officiellement lancés. Il s'agit de contrer la proposition japonaise, soutenue par les Américains et qui doit alors conduire à faire du système conçu par la NHK, la norme mondiale. Cette initiative vise à préserver la compétitivité de l'industrie européenne mais également à produire une norme compatible avec la fréquence de trame de 50 Hz, utilisée par la majorité des pays du monde et l'Europe plus particulièrement. Le 60 Hz de la proposition japonaise engendre des inquiétudes aux Américains eux-mêmes, car leur infrastructure en définition standard, basée sur le NTSC M, repose sur une fréquence réelle de 59,94 Hz ou 29,97 Hz. Cette différence apparemment mineure est susceptible de provoquer des difficultés non négligeables.
Au mois de septembre 1988, les Japonais réalisent la première retransmission des jeux olympiques de Séoul, en haute définition, au moyen de leur procédé Hi-Vision ; la NHK produisant des programmes à ce format depuis 1982. Simultanément, durant ce même mois de septembre, l’Europe présente pour la première fois une alternative crédible, sous la forme d’une chaîne complète de transmission HD-MAC, à l'IBC 88 à Brighton (en). Cette présentation comprend les premiers prototypes de caméras à balayage progressif (Thomson/LER).
À l'occasion des Jeux olympiques d'hiver de 1992 et des Jeux olympiques d'été de 1992, des démonstrations publiques de diffusion en HD-MAC sont organisées. Soixante récepteurs HD-MAC pour les jeux d'Albertville et 700 pour les jeux de Barcelone sont installés dans les « Eurosites » afin de démontrer les possibilités de la norme. Un vidéoprojecteur tritube HD 1152 lignes est exploité pour afficher une image de plusieurs mètres de large. On trouve également quelques téléviseurs cathodiques HD 16/9 Thomson Space system. Le projet exploite aussi des rétroprojecteurs. De plus, quelque 80 000 possesseurs de récepteurs D2-MAC dont des abonnés Canal+ disposant d'un décodeur Decsat sont en mesure de suivre la retransmission, en définition standard. On estime que 350 000 personnes en Europe suivent cette démonstration de TVHD européenne. Ce projet est financé par la CEE. Le signal, après conversion en PAL, est exploité par des diffuseurs allemands tels que SWR, BR et 3Sat.
Le spectre disponible en UHF étant limité, HD-MAC n'est exploitable de facto que par les opérateurs du câble et de satellites moins restreints en bande passante. Toutefois, la norme n'obtient aucun véritable succès parmi les opérateurs. La haute définition analogique ne remplace pas les émissions conventionnelles aux formats 625 lignes, rendant les récepteurs HD-MAC peu attractifs pour le grand public.
La norme MAC est imposée à tous les opérateurs satellite de forte puissance à partir de 1986. Cependant, le lancement de satellites de moyenne puissance par SES S.A et l'exploitation quasi systématique du PAL leur permet de contourner le  HD-MAC, réduisant ainsi sensiblement leurs coûts de diffusion. HD-MAC (la variante haute définition du MAC) demeure malgré tout un format exploité pour certaines liaisons intercontinentales par satellite.
La norme HD-MAC est abandonné en 1993 par l'Union européenne et l'UER visant à lui préférer la norme DVB (Digital Video Broadcasting), capable de transmettre aussi bien la définition standard que la haute définition.
Un article au sujet de l'IFA 1993 (en) donne une vision de l'état du projet au moment où il vit ses derniers mois. À noter la mention d'"une compilation spéciale de la BBC encodée en HD-MAC et reproduite à partir d'un magnétoscope D1".

## Détails techniques

### Transmission
Les émissions analogiques PAL/SÉCAM en définition standard occupent 6-, 7- (VHF), ou 8 MHz (UHF). Le 819 lignes français (système E) disposait de canaux de 14 MHz en VHF. Dans le cas du HD-MAC, le canal de transmission doit garantir une bande passante d'au moins 11,14 MHz en bande de base. La norme évoque la possibilité de faire passer le signal dans des canaux à 8 MHz, mais dans ce cas, les données d'assistance ne peuvent plus être décodées correctement et on ne peut en tirer qu'une image en définition standard, au moyen  d'un récepteur D2-MAC. 
Pour conserver toutes ses qualités au signal, il faut donc tabler sur un espacement standard des canaux de 12 MHz sur un réseau câblé. 
Pour la transmission par satellite, du fait de l'élargissement du spectre provoqué par la modulation de fréquence, la capacité d'un transpondeur complet devait être utilisée, soit 27 à 36 MHz de largeur de bande. À noter que la situation est similaire en définition standard : un transpondeur ne peut héberger qu'une seule chaîne analogique. Le passage en HD ne constitue donc pas un handicap particulier dans ce contexte.

### La réduction de bande passante

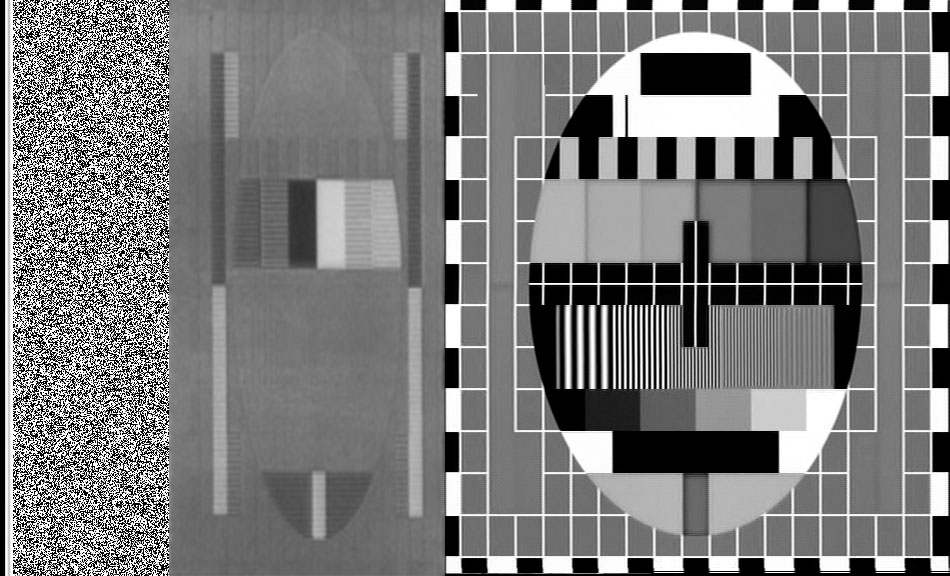
Signal MAC simulé. La largeur représente une ligne (sur les 625) de 64 µs. De gauche à droite : le signal numérique son et data, ensuite les signaux analogiques compressés chrominance et noir et blanc. On remarque l’occupation moindre du signal couleur, celui-ci étant deux fois plus compressé que le signal noir et blanc.

L'opération était effectuée en partant d'une source vidéo analogique (même lorsqu'elle provenait d'un magnétoscope numérique, elle était reconvertie en analogique par ce dernier avant d'être injectée dans l'encodeur). La fréquence de trame attendue était de 50 Hz. Le signal pouvait être sous forme entrelacée, à 25 images par seconde (noté 1250/50/2 dans la spécification), ou en balayage progressif, avec 50 images complètes par seconde (1250/50/1). C'est la version entrelacée qui était utilisée en pratique. Dans tous les cas, le nombre de lignes visibles était de 1152, soit le double de ce qui se faisait en définition standard. Le nombre de lignes total pour chaque image, en incluant celles qui ne pouvaient être affichées, se montait à 1250. Ceci correspondait à une durée de ligne de 32 µs. Selon la recommandation ITU pour les paramètres standards de la haute définition, la partie active de la ligne était de 26.67 µs (ces chiffres sont également cités dans la documentation de la caméra LDK 9000 ).
Dans un contexte moderne où les pixels carrés sont privilégiés, cela aurait dû amener à une résolution de 2048x1152. Ce n'était cependant pas considéré comme une nécessité à l'époque, et la spécification se contente d'indiquer une fréquence d’échantillonnage de 72 MHz, pour un signal d'entrée entrelacé (et 144 MHz en progressif)  On aboutit ainsi à 72 x 26.67 = 1920 pixels horizontaux.
On se ramenait ensuite à 1440 par une conversion effectuée dans le domaine échantillonné. Ceci correspond à une opération de suréchantillonnage permettant de préserver toute la bande passante théorique de la résolution finale, en dépit des imperfections des filtres passe bas analogiques nécessaires dans toute chaîne échantillonnée. En réalité, le signal d'entrée provenait souvent de sources pour lesquelles, pour des raisons économiques, une fréquence de 54 MHz avait été utilisée au cours des traitements précédents, et la résolution était donc en pratique inférieure (un échantillonnage à 54 MHz permet de traiter un signal ayant des composantes jusqu'à 27 MHz, ce qui permettrait de séparer 1440 points sur une ligne de 26.67 µs, mais le filtre analogique chargé de couper à 27 MHz ne pouvait avoir une pente infinie, et commençait donc à atténuer le signal bien avant cette valeur).
Quel que soit son contenu réél en informations, le signal d'entrée était ramené à une grille de 1440x1152 échantillons, entrelacée à 25 images par seconde, comme point de départ pour effectuer les opérations de réduction.
Pour accroître la résolution horizontale, dans la norme D2-MAC, il suffit d'augmenter la bande passante. C'était facile à réaliser dans la mesure où, contrairement au PAL, le son n'est pas transmis sur une sous-porteuse séparée, mais multiplexé avec l'image. Malheureusement, il était plus complexe d'augmenter la définition verticale, car la fréquence de ligne devait être maintenue à 15,625 Hz pour rester compatible avec le D2-MAC. Ceci laissait trois possibilités:
- 50 images par seconde avec 288 lignes pour les scènes en mouvement rapide (mode 20 ms)
- 25 images par seconde avec 576 lignes pour les scènes en mouvement modéré (mode 40 ms)
- 12,5 images per seconde avec la totalité des 1 152 lignes pour les mouvements lents (mode 80 ms)

Le choix à l'encodage se faisait non pas pour l'image entière, mais individuellement, sur chacun des petits blocs de 16x16 pixels qui la composaient. On insérait ensuite dans le flux numérique DATV intégré au multiplex MAC les informations permettant de contrôler la méthode de reconstruction que le décodeur devrait utiliser.
L’encodeur pouvait travailler en mode opératoire « Caméra », dans lequel les trois modes de codage étaient exploités, mais également en mode opératoire « film », qui ne recourait pas au mode de codage 20 ms.
Le mode 20 ms offre une définition temporelle améliorée, mais le mode 80 ms est le seul à offrir une haute définition spatiale, au sens où on l'entend habituellement. Il tire parti de sa cadence réduite de 12,5 i/s pour répartir le contenu de l'image HD sur 2 images SD, soient 4 trames de 20 ms = 80 ms, ce qui justifie son appellation.
Mais cela est insuffisant, car une image HD contient l'équivalent de 4 images SD. Cela aurait pu être "résolu" en doublant la bande passante du D2-MAC, ce qui aurait accru la résolution horizontale dans les mêmes proportions.  Au lieu de cela, on a conservé la même bande passante, et éliminé un pixel sur deux de chaque ligne horizontale. Ce sous-échantillonnage est réalisé "en quinconce" : si sur chaque ligne les pixels sont numérotés indépendamment de 1 à 1440, sur la première ligne on conserve les pixels 1,3,5... Sur la ligne suivante, on prend les pixels 2,4,6... Puis à la ligne suivante à nouveau 1,3,5.. De cette manière, on conserve de l'information sur toutes les colonnes de l'image HD. À la réception, chaque pixel manquant est entouré de 4 pixels transmis (sauf sur les bords de l'image) et peut être remplacé par une interpolation à partir de ceux-ci. 
La resolution horizontale de 720 ainsi obtenue était, de plus, tronquée à 697, nombre maximal d'échantillons pouvant loger sur une ligne du multiplex vidéo D2-HDMAC.
Le cumul de ces opérations aboutissait à une réduction d'un facteur 4:1 qui permettait au signal haute définition de passer au travers d'un canal D2-MAC standard. Les échantillons sélectionnés au cours du processus de réduction étaient assemblés pour constituer un signal D2-MAC valide, et finalement reconvertis en analogique pour la transmission. Les paramètres de modulation étaient choisis de manière à préserver l'indépendance des échantillons.
Pour décoder complètement l'image, la partie analogique du signal MAC devait être numérisée, puis relue plusieurs fois à partir d'une mémoire. Le décodeur était alors en mesure de reconstruire à partir de ces informations, et du guidage procuré par le flux DATV, une image au format 1394x1152i/25, juste avant le convertisseur numérique/analogique en sortie.
On obtenait ainsi en bout de chaine un signal vidéo analogique en haute définition de 1250 lignes (1152 lignes visibles), entrelacé, à 25 images par seconde (fréquence de trame de 50 Hz).

### Le balayage progressif
On se réfère généralement aux systèmes européens comme à des normes 50 Hz (fréquence de trame). Il faut cependant réaliser qu'aucun élément de l’image n’est rafraichi à cette fréquence. Un point fait forcément partie d’une trame paire ou impaire, et une seule trame d’un type donné est transmise à chaque image. Le rafraichissement se fait donc à la cadence d’image, soit seulement 25 fois par seconde. Les deux trames sont capturées à 20 ms d'intervalle, l'une après l'autre, ce qui procure une analyse à 50 Hz des mouvements rapides, mais engendre divers défauts du fait que les deux moitiés de l'image ne correspondent pas exactement puisqu'elles ne représentent pas le même instant.
Le projet Eu95 prévoyait une évolution vers le balayage progressif et ce format d'entrée est pris en compte comme source possible dans la spécification D2-HDMAC. 
Dans ce cas, une image complète est capturée toutes les 20 ms, ce qui préserve la qualité de mouvement déjà possible en télévision classique, et y ajoute des images dépourvues d'artefacts, représentant un seul instant dans le temps, comme cela se pratique pour le cinéma. La cadence du cinéma à 24 images par seconde est cependant assez faible, et il est nécessaire de conserver un certain flou dans le mouvement pour que l'œil le perçoive comme suffisamment fluide. On fait plus que doubler cette cadence en passant à 50 Hz, ce qui permet de réduire le flou, et donc de produire des images plus piquées.
En pratique, le 50P ne fut guère utilisé. Certains test ont même eu recours à  des films enregistrés à 50 images par seconde, et convertis ensuite en vidéo au moyen d'un télécinéma.
Une caméra progressive fut réalisée par Thomson, en collaboration avec le LER, cependant elle utilisait l'échantillonnage en quinconce, et ne constituait donc pas une caméra en pleine haute définition au sens moderne.
Des caméras CCD furent développées dans le cadre du projet, par exemple la LDK9000 (en) : 50 dB de rapport signal bruit à 30 MHz, 1 000 lux à F/4.
Cette exigence aurait impliqué de repousser les limites technologiques de l’époque, et ajouté au manque de sensibilité notoire de certaines caméras Eu 95 (particulièrement à tube), qui fut une des difficultés rencontrées lors du tournage du film « L’affaire Seznec » en 1250i.
Les images théoriquement produites par une telle caméra progressive (1920x1152p/50) auraient représenté un débit de pixels presque deux fois plus élevé que celui du système Hi-Vision (1920x1035i/30), mais le format HD-MAC ne pouvait en retransmettre qu’une fraction (le système MUSE (en) japonais, également basé sur des techniques de sous-échantillonnage, imposait des restrictions de même nature).
S'il avait survécu, le système Eu95 aurait offert une meilleure compatibilité que son concurrent avec les techniques cinématographiques, d'une part par l'utilisation du balayage progressif, et d'autre part par la facilité et la qualité avec laquelle les normes de la famille 50 Hz peuvent être ramenés à la cadence du film à 24 images par seconde (opération inverse du « PAL speed-up », à savoir un simple ralentissement dans la proportion de 25/24). Il ne semble pas que des caméras 25P aient été envisagées, mais on aurait pu obtenir l'équivalent en prenant une image sur 2 d'un flux 50P. Si ce dernier a été capturé avec un obturateur complètement ouvert (ou pas d'obturateur du tout), il produira le même flou de mouvement que du 25P enregistré avec un obturateur à moitié ouvert (180°), ce qui est un réglage communément utilisé au cinéma.
Dans la pratique, le Hi-Vision semble avoir eu plus de succès dans ce domaine, avec à son actif des films tels que Giulia e Giulia et Prospero's books.

### L'enregistrement

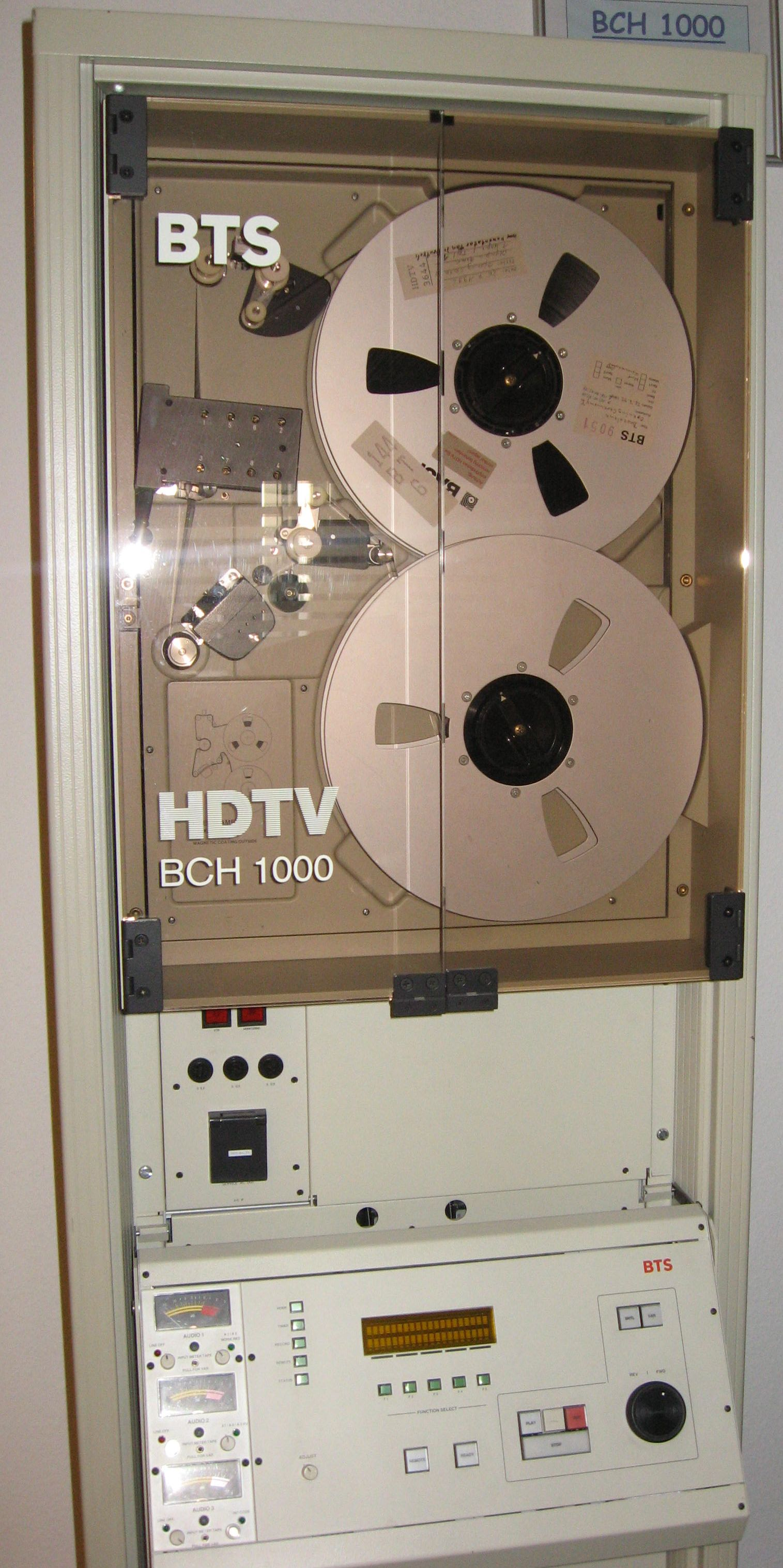

#### Pour le grand public
Si la norme avait été déployée, la grande majorité des enregistrements aurait été constituée par ceux réalisés à domicile par les téléspectateurs. Comme ceux-ci n'auraient eu accès à la haute définition que par le biais du signal HD-MAC, c'est ce dernier qu'il aurait fallu enregistrer (tout comme on utilisait des magnétoscopes SECAM ou PAL en définition standard). Compte tenu des performances limitées imposées par les contraintes de coût du matériel grand public, il aurait de toute façon représenté un choix naturel, du fait de sa bande passante limitée (par rapport à un signal non compressé).
Un prototype de magnétoscope grand public avait été présenté en 1988. Il avait une durée d'enregistrement de 80 min et utilisait une bande « métal » de 1,25 cm. La bande passante était de 10,125 MHz et le rapport S/B de 42 dB.
Un prototype de lecteur de vidéodisque HD-MAC avait également été développé. La version présentée en 1988 enregistrait 20 min par face d'un disque de 30 cm. La bande passante était de 12 MHz avec un rapport S/B de 32 dB. Quelques heures de programme ont été diffusées à partir de ce support à Expo 92.

#### Équipements professionnels
On a vu qu'au bout du compte, le procédé HD-MAC transmet la haute définition au moyen d'un canal en définition normale, grâce à ses techniques de réduction de bande passante. Il serait donc possible en théorie de l'enregistrer par l'intermédiaire d'un magnétoscope SD, à condition que celui-ci dispose d'un peu de place supplémentaire pour le canal numérique DATV qui permet de reconstruire la HD (moins de 1 Mb/s). En supposant un codage numérique 8 bits en format couleur 4:2:0, donc à 12 bits par pixel, la vidéo en définition standard occupe 720 × 576 × 12 × 25, soit moins de 125 Mb/s, à comparer aux 270 Mb/s de débit natif disponibles sur une machine au format D-1.
Mais il n'y a pas vraiment de raison pour que les équipements que l'on trouve en  studio soient limités par le HD-MAC, qui n'est qu'une norme de transmission destiné à acheminer la haute définition jusqu'au spectateur. Des ressources techniques et financières plus importantes y sont disponibles, et permettent de stocker la HD avec une meilleure qualité, aussi bien en vue du montage que pour la conservation des archives.
Et donc en pratique, d'autres méthodes furent employées.
Au début d'Eureka95, le BTS BCH 1000, une machine analogique massive utilisant des bobines et une bande de un pouce, représentait le seul moyen d'enregistrer le signal haute définition (voir photo).
Il était prévu de développer dans le cadre du projet un appareil dit enregistreur "Gigabit", capable de stocker un signal non compressé échantillonné à 72 MHz. On estimait qu'il ne serait pas disponible avant un an, c'est pourquoi, en attendant, deux systèmes d'enregistrement alternatifs furent conçus, tous deux utilisant comme point de départ la norme d'enregistrement en composantes numériques non compressées D1.
Le Double D1 ou Dual-D1, développé par Thomson, se basait sur deux magnétoscopes D1, synchronisés par une relation maître/esclave. Les trames impaires pouvaient être enregistrés sur l'un d'entre eux, et les trames impaires sur l'autre. Seule la moitié de la résolution horizontale était conservée, par l'intermédiaire d'un échantillonnage en quinconce. Ceci permettait d'obtenir toute la bande passante en diagonale, mais seulement la moitié dans le sens horizontal ou vertical, en fonction des caractéristiques spatio-temporelle particulières de l'image à traiter.

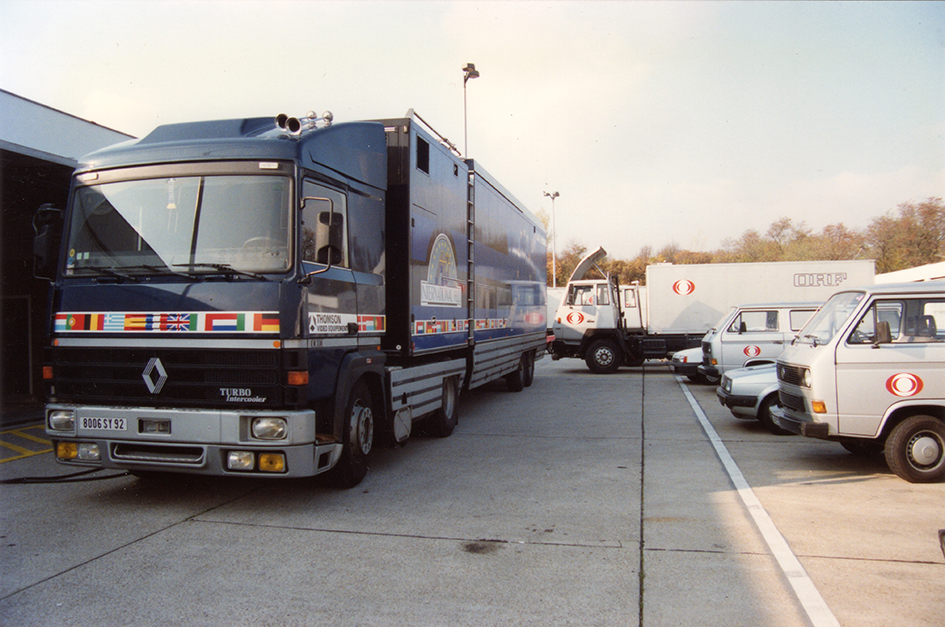
premier car HD français en demonstration en Autriche en 1989 (technologie double D1)

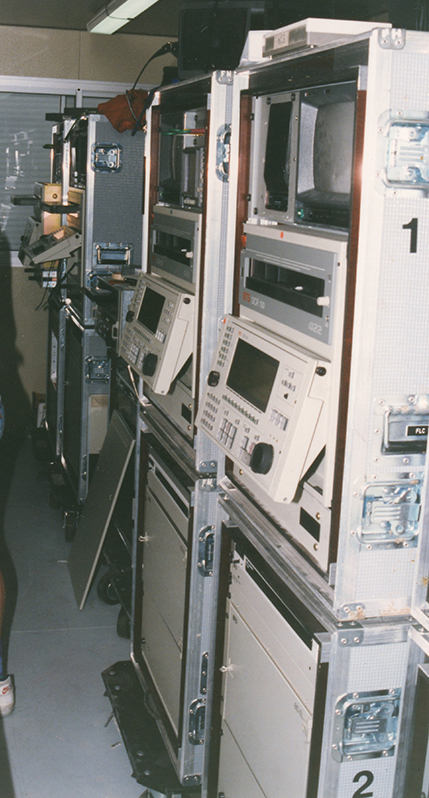
enregistrement en double D1 HD au festival d'Avignon 1989 (Zingaro)

Le  Quadriga fut développé à la BBC en 1988, sur une base de 4 Magnétoscopes D1 synchronisés échantillonnant à 54 MHz. Le signal était distribué de telle manière que des blocs de quatre pixels étaient envoyés vers chaque enregistreur à tour de rôle. De cette manière, en visualisant une seule des bandes, on obtenait une image, certes déformée, mais représentative de l'ensemble, ce qui permettait de prendre les décisions au montage à partir d'un seul enregistrement. Il était ensuite possible de reporter le montage successivement sur les trois autres bandes au moyen d'une seule et même machine, sous le contrôle d'un système de montage programmé.
Les premiers enregistreurs D1 ne proposaient qu'une interface parallèle pour la vidéo, avec des câbles courts et très encombrants, mais cela ne posait guère de problèmes, car les signaux numériques étaient circonscrits au rack de 5 tiroirs demi-hauteur qui constituaient le QUadriga (4 D1 et l'interface de contrôle et d'entrelacement), et initialement tous les signaux externes étaient en composantes analogiques. L'introduction du SDI (l'interface numérique Série à 270 Mbit/s) a permis de simplifier le câblage par la suite lorsque la BBC a construit un second Quadriga.
Philips construisit également un Quadriga, mais avec une approche légèrement différente : l'image était divisée en quatre quartiers, chacun d'entre eux partant ensuite vers l'un des quatre enregistreurs. Mis à part un délai de traitement un peu allongé, il fonctionnait de manière similaire à celui de la BBC, et les deux versions furent rendues compatibles, avec possibilité de commuter entre les modes "quartiers" et "entrelacé".
Vers 1993 Philips, dans le cadre d'une joint-venture avec Bosch (BTS (en)), réalisa un enregistreur "BRR" (Bit Rate Reduction), pour permettre d'enregistrer tout le signal HD sur un seul magnétoscope D1 (ou D5). En passant la bande sur un magnétoscope D1 conventionnel, une version à faible résolution de l'image apparaissait au centre de l'écran, entourée par ce qui semblait être du bruit, mais était en fait des données codées et compressées, par des techniques similaires à celles du format MPEG. Le taux de compression était de 5:1, et la fréquence d'échantillonnage de 72 MHz. Certains équipements BRR comportaient des interfaces Quadriga, afin de faciliter les conversions d'un format à l'autre, avec toujours la possibilité de sélectionner le format Philips ou BBC. À cette époque, les signaux des Quadriga étaient transmis au moyen de quatre câbles SDI.
Finalement, avec l'aide de Toshiba, aux alentours de l'an 2000, l'enregistreur Gigabit, désormais connu sous le nom de D6 "Vaudou", fut réalisé, quelques années après que les travaux sur le système à 1250 lignes aient cessé pour passer au "Common Image Format", le système haute définition en vigueur de nos jours.
Les archives vidéo numériques Eureka 95 ont donc finalement une qualité supérieure à ce que les spectateurs pouvaient voir en sortie de décodeur HD-MAC.

#### Transfert sur film
Dans le contexte du tournage du film L'Affaire Seznec, la société Thomson avait assuré pouvoir reporter la HD sur film 35 mm. Mais toutes les tentatives aboutirent à des échecs. Les prises de vue utilisaient le système Dual-D1.
Cependant le transfert semble avoir abouti pour un autre film, tourné en 1994 : "Du fond du cœur: Germaine et Benjamin". Il est dit qu'il a été tourné en haute définition numérique, en 1250 lignes.
Si tel est bien le cas, on pourrait le considérer comme le premier film de ce type, enregistré dans un format compatible avec celui du cinéma (50 Hz), 7 ans avant Vidocq et 8 ans avant Starwars: Episode II.

## L'héritage d'Eureka95
Le projet a permis à l'Europe d'acquérir une expérience sur des éléments clefs tels que l'enregistrement HD, les traitements vidéo numériques (incluant la compensation de mouvement), les caméras CCD HD, ainsi que les facteurs importants gouvernant l'introduction et l'acceptation d'un nouveau format parmi les professionnels du secteur. Ces atouts ont été mis à profit avec succès par le projet Digital Video Broadcasting qui, contrairement au HD-MAC, connaît un succès mondial. En dépit des affirmations de certains de ses détracteurs, qui prétendaient qu'il ne pouvait traiter la haute définition, il a eu tôt fait d'être déployé précisément dans ce but par l'Australie.
Comme mentionné plus haut, les magnétoscopes et les caméras furent mis à profit pour des tournages en cinéma électronique.
Les États-Unis ont acquis quelques caméras du projet pour les étudier dans le cadre de leurs propres travaux sur la haute définition.
En France, une société du nom de VTHR (Video Transmission Haute Resolution) a pour quelque temps fait usage du matériel Eu95 pour retransmettre des évènements culturels à destination de petits villages (par la suite, ils sont passés à une transmission SD en MPEG2 à 15 Mbit/s suivie d'une interpolation en HD).
En 1993, Texas Instruments a réalisé un DMD prototype de résolution 2048x1152. Les documents n'expliquent pas pourquoi cette résolution spécifique a été choisie de préférence à la norme japonaise de 1035 lignes actives, ou à un simple doublement de la norme 525 lignes américaine vers 960 lignes, mais de cette façon, il pouvait couvrir toutes les normes susceptibles de se retrouver sur le marché, et cela incluait le format européen qui se trouvait être le plus élevé.
Jusque vers 2010, il était encore possible de se procurer des moniteurs d'une résolution de 2048×1152 (Samsung 2343BWX 23, Dell SP2309W). Ce n'était probablement pas une référence à Eu95, mais le résultat de la même logique de compatibilité de l'affichage HD avec la définition standard des pays en 50 Hz, combinée avec des pixels carrés et un format 16/9.